# Hinton James
Hinton James (* 24. April 1884 in Laurinburg, Scotland County, North Carolina; † 3. November 1948 ebenda) war ein US-amerikanischer Politiker. In den Jahren 1930 und 1931 vertrat er den Bundesstaat North Carolina im US-Repräsentantenhaus.

## Werdegang
Hinton James besuchte sowohl öffentliche als auch private Schulen seiner Heimat sowie das Davidson College. Danach arbeitete er in Laurinburg in der Landwirtschaft und war als Baumwollhändler und im Bankgewerbe tätig. Zwischen 1917 und 1919 saß er im Gemeinderat von Laurinburg; von 1919 bis 1921 war er Bürgermeister dieses Ortes. James war Mitglied der Demokratischen Partei. Nach dem Tod des Kongressabgeordneten William C. Hammer wurde er bei der fälligen Nachwahl für den siebten Sitz von North Carolina als dessen Nachfolger in das US-Repräsentantenhaus in Washington, D.C. gewählt, wo er am 4. November 1930 sein neues Mandat antrat. Da er bei den regulären Wahlen des Jahres 1930 auf eine weitere Kandidatur verzichtete, konnte er bis zum 3. März 1931 nur die laufende Legislaturperiode im Kongress beenden.
Nach seinem Ausscheiden aus dem US-Repräsentantenhaus nahm James seine früheren Tätigkeiten wieder auf. Von 1941 bis 1944 gehörte er dem Schulausschuss von Laurinburg an. Außerdem war er zwischen 1941 und 1945 Staatsbeauftragter für die Jagd und die Binnenfischerei. Er war Mitglied im Countyvorstand der Demokraten. Hinton James starb am 3. November 1948 in seiner Heimatstadt Laurinburg.